# 奋斗 (2007年电视剧)
《奋斗》是一部2007年首播的中国大陆都市、爱情、时尚生活剧，由北京鑫宝源影视投资有限公司出品，著名导演赵宝刚制作并执导，并由佟大为、马伊俐、李小璐、文章、王珞丹、朱雨辰等人领衔主演。全剧以一群刚刚进入社会的80后大学毕业生为切入点，反映了他们在成长道路上关于奋斗、友情和爱情的青春故事，以及面临的诸如买房、婚姻等之类的现实问题。
本剧于2006年4月6日在北京开机拍摄，同年8月28日杀青关机。2007年5月17日，本剧在上海电视台电视剧频道全国首播，2008年2月22日在天津、江西、重庆、云南四家卫视黄金档上星播出。
尽管遭受了包括剧情过于戏剧化和不够写实的批评，但该剧在中国大陆的年轻人群体尤其是高校学生中还是引发了巨大反响。主演之一的王珞丹亦凭借此剧走红，并入围了第24届中国电视金鹰奖“最佳表演艺术女演员”提名初选、以及第27届中国电视剧飞天奖“优秀女演员”提名。
本剧的姐妹篇分别为2009年电视剧《我的青春谁做主》和2012年电视剧《北京青年》，三剧均由赵宝刚执导，合称“青春三部曲”。

## 故事大綱
华子和陆涛是发小，而向南又是陆涛的同学。夏琳是米莱同学，米莱是陆涛女友。陆涛一见钟情爱上夏琳，因为他欣赏她对事业的认真；米莱一厢情愿爱着陆涛，因为她喜欢他的无拘生活。为了事业，夏琳单独一人到国外深造；为了生活，陆涛伙同米莱进仓库长居。夏琳回来，陆涛同夏琳搬到高楼公寓住下，以便享受爱情；陆涛离开，米莱独自租住他俩不远处的公寓，以便守望陆涛。为了挽回爱情，米莱将家底托付给陆涛，为了追求个性，陆涛将失败交还给米莱。米莱哭着告别陆涛，陆涛笑着迎娶夏琳。

## 主要演员
- 佟大为 饰 陆　涛
- 马伊俐 饰 夏　琳
- 李小璐 饰 杨晓芸
- 文　章 饰 向　南
- 王珞丹 饰 米　莱
- 朱雨辰 饰 华　子
- 徐梵溪 饰 露　露
- 周晓鸥 饰 猪　头
- 张晨光 饰 徐志森

## 特別客串演出
- 陈意涵 饰 方灵珊
- 英　壮 饰 向南父亲
- 李　萍 饰 安　琼
- 张伟欣 饰 林婉芬
- 吴玉华 饰 周玉梅
- 苏晓明 饰 何翠凤
- 毕彦君 饰 陆亚迅
- 程　雍 饰 米立熊
- 张　谦 饰 夏春生
- 春　晓 饰 春　晓